# Lircos (fill de Foroneu)
Lircos (en grec antic Λύρκος), va ser, segons la mitologia grega, fill de Foroneu, rei d'Argos.
Amb altres joves, va ser enviat per Ínac a la recerca d'Io, quan la nimfa va ser raptada per Zeus. No la va trobar, i com que no gosava tornar a Argos, es va instal·lar a Caune, a la regió de Cària, on el rei Egíal li va donar la mà de la seva filla Hilèbia i una part del seu reialme. Hilèbia s'havia enamorat de Lircos així que el va veure, i va demanar al seu pare aquesta unió. Lircos es va estar molt de temps a Caune amb la seva esposa, però el matrimoni era estèril. Va anar a consultar l'oracle de Dodona i li va preguntar que havia de fer per tenir descendència. L'oracle li va dir que la primera dona amb la que s'unís li donaria un fill, i content, se'n va anar pensant que la predicció es referia a la seva dona. Durant el viatge va fer escala a Bibast, a la cort del rei Estàfil, fill de Dionís. En el banquet d'hospitalitat que li van oferir, Lircos s'emborratxà i a la nit, el rei li va posar al llit una de les seves filles, Hemítea, perquè sabia el que havia dit l'oracle i volia descendència masculina. Segons la tradició, Lircos era tan ben plantat que Reo i Hemítea, les dues filles del rei se n'havien enamorat només veure'l, i es van disputar qui passaria la nit amb ell. Va guanyar Hemítea. L'endemà, Lircos, en veure el que havia fet, va acusar Estàfil d'haver-lo enganyat amb la seva actuació, però va donar el seu cinturó a Hemítea en senyal de reconeixement, i se n'anà a Caune. Allà, el rei Egíal es va prendre molt malament l'aventura de Lircos, i el va exiliar. Això va provocar una guerra entre els partidaris de Lircos i els d'Egíal. Hilèbia va prendre partit pel seu marit contra el seu pare i va ajudar Lircos a obtenir la victòria. Més tard, el fill d'Hemítea i de Lircos, que es deia Bàsil, va trobar-se amb el seu pare i el va succeir com a rei.